# Viaggiamo con Benjamin/Ben-Benjamin
Viaggiamo con Benjamin/Ben-Benjamin  è il quarantottesimo singolo discografico di Cristina D'Avena, pubblicato nel 1988. Il brano "Viaggiamo con Benjamin" era la sigla della serie animata omonima, scritta da Alessandra Valeri Manera su musica e arrangiamento di Carmelo Carucci. La base musicale fu utilizzata anche per la sigla francese "Supernana" (1989). "Ben-Benjamin" è il lato B del disco, brano ispirato alla serie scritto da Alessandra Valeri Manera su musica e arrangiamento originali di A. Brito, contenuta nell'LP monografico omonimo.

## Edizioni
Entrambi i brani sono stati inseriti nella compilation "Fivelandia 6 e in numerose raccolte.

## Tracce
Lato A
1. Viaggiamo con Benjamin – 3:30 (Alessandra Valeri Manera-Carmelo Carucci)

Durata totale: 3:30
Lato B
1. Ben-Benjamin – 3:48 (Alessandra Valeri Manera-A.Brito)

Durata totale: 3:48